# Salvador Viñals

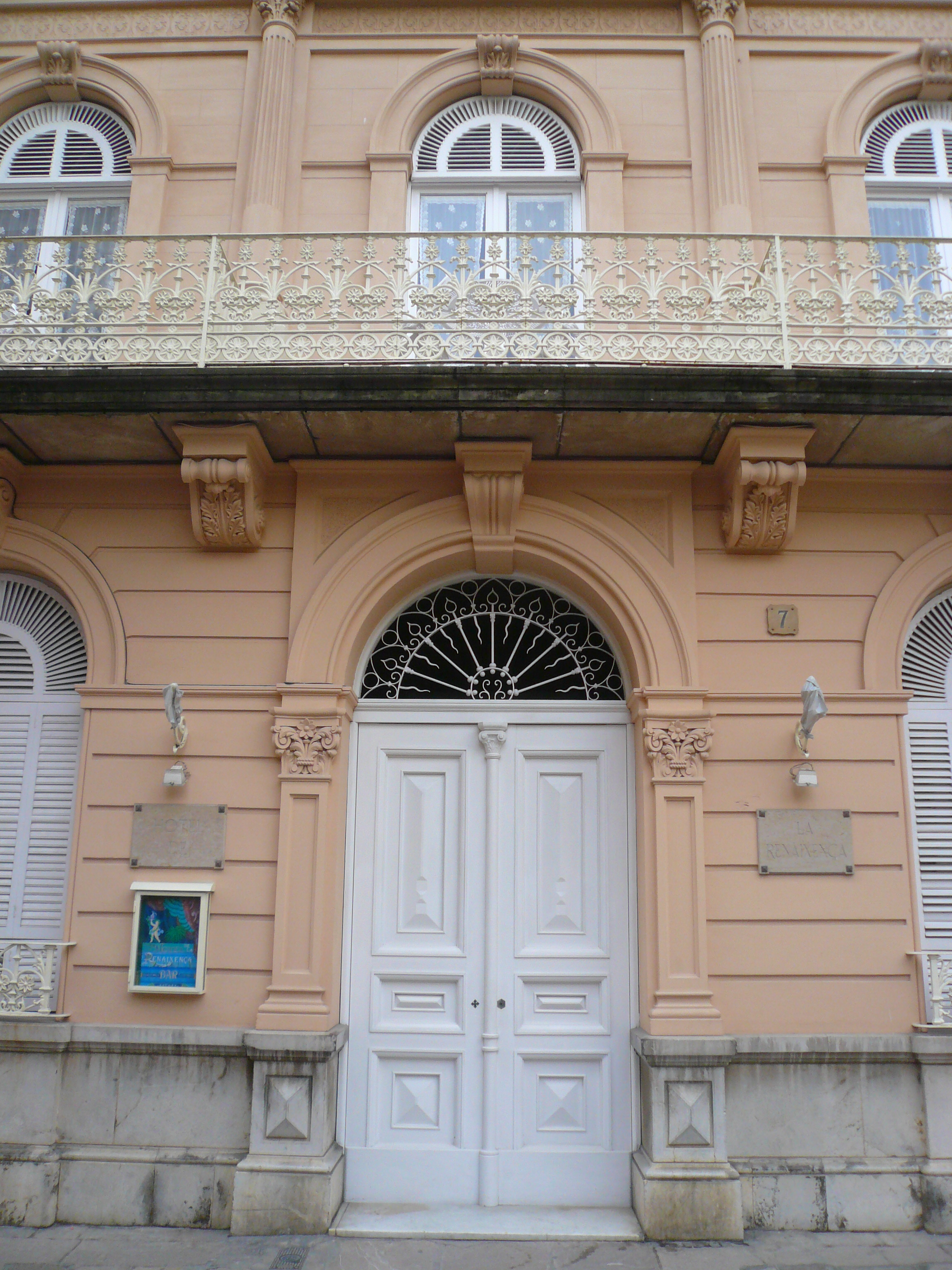
Can Robert, en Sitges.

Salvador Viñals y Sabaté (en catalán: Salvador Vinyals i Sabaté; Barcelona, 1847-Barcelona, 1926) fue un arquitecto español, hermano del también arquitecto Melcior Viñals. 

## Biografía
Se tituló como maestro de obras en 1868 y como arquitecto en 1877. 
De estilo ecléctico y, a veces, modernista, fue uno de los arquitectos más solicitados de su tiempo. Autor de numerosas casas en el Ensanche, la rehabilitación del Monasterio de San Pedro de las Puellas en Sarriá, la torre Buxareu en Puigcerdá (1879), la capilla del convento de las Magdalenas (1880), el Teatro Lírico (1881, desaparecido), la Prisión Modelo (1888-1904, con José Doménech), el Teatro Novedades (1890, luego reformado), la torre Lacambra en Sarriá (1892), obras de restauración en el Gran Teatro del Liceo (1898), etc.
Salvador Viñals participa en los orígenes del modernismo con la Prisión Modelo mientras Gaudí está en su período neogótico (Palacio Episcopal de Astorga, Colegio de les Teresianas), Domènech i Montaner realiza el Palacio Montaner y Josep Puig i Cadafalch todavía no había hecho la Casa Trinxet. 
Entre los premios recibidos destaca una Mención (1916) en el Concurso anual de edificios artísticos por la Casa Vicente Ferrer (Barcelona), obra desaparecida.